# Václav Talich

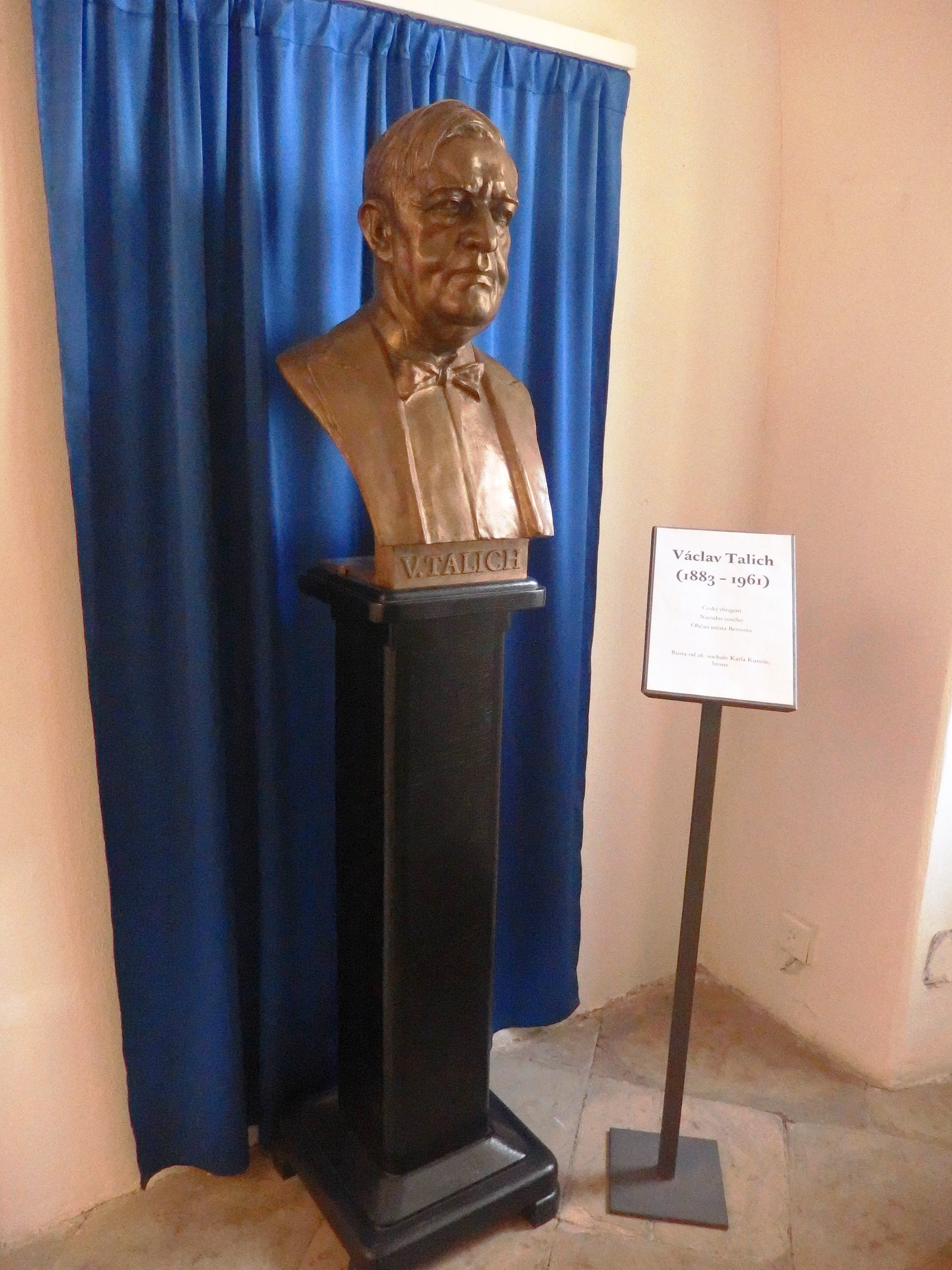
Büsztje a berouni múzeumban

Václav Talich (Kroměříž,  1883. május 28. - Beroun, 1961. március 16.) morva születésű cseh karmester és hegedűművész. Sokan a 20. század egyik legnagyobb karmesterének tartják. 

## Életpályája
Morvaországban  született. Apja kántor és karvezető volt. Fia tőle tanult hegedülni ötéves korától.  Hegedütanulmányait a prágai konzervatóriumban, további zenei tnulmányait Lipcsében Nikisch Artúrnál és Max Regernél folytatta. Nikisch tanácsára fordult érdeklődése a dirigensi pálya felé. 1912 és 1915 között opakarmester volt Plzenben. 1919 és 1935 között a Prágai Filharmónikus Zenekar vezető karnagya volt. Zenekarát magas nívóra emelte; számos nemzetközi turnén vettek részt. 1935 és 1945 között a prágai nemzeti operaház vezető karmestere volt. 1949-ben a pozsonyi filharmónikus zenekar vezetője lett.